# Halesia macgregorii
Halesia macgregorii är en storaxväxtart som beskrevs av Woon Young Chun. Halesia macgregorii ingår i släktet snödroppsträdssläktet, och familjen storaxväxter. Inga underarter finns listade i Catalogue of Life.